# 海南圆腹蛛
海南圆腹蛛（学名：Dipoena hainanensis）为球蛛科圆腹蛛属的动物。在中国大陆，分布于海南等地。该物种的模式产地在海南尖峰岭。
其种加词“hainanensis”意为“海南的”。